# Peter van Mol

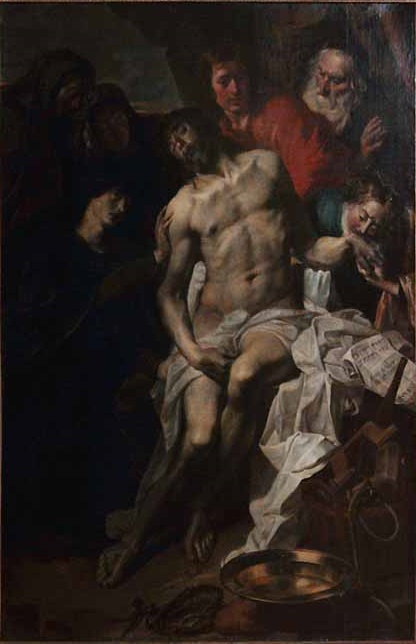
Descendimiento de la cruz o La lamentación de Cristo, óleo sobre lienzo, 204 x 145 cm, París, Louvre.

Peter o Pieter van Mol (Amberes, 1599-París, 1650) fue un pintor barroco flamenco.

## Biografía
Bautizado en Amberes el 7 de noviembre de 1599, fue discípulo y colaborador de Artus Wolffort. En 1623 se le encuentra inscrito como maestro en el gremio de San Lucas de Amberes. Hacia 1631 se trasladó a París, donde consta que en 1635 recibió el encargo de trabajar en algunas decoraciones para el convento de los carmelitas de París, si bien la que se ha considerado su obra maestra, los frescos de la capilla de la familia d’Etampes en Saint-Joseph-des-Carmes, podrían deberse a Abraham van Diepenbeeck.
Las obras más representativas de Mol, como el Descendimiento de la Cruz del Louvre o el Santiago el Mayor de la iglesia de los carmelitas de París, muestran la influencia de Rubens recibida a través de Artus Wolffort, a quien se vienen restituyendo algunas de las obras atribuidas a Mol en el pasado, como la Adoración de los Reyes de la catedral de Amberes.